# Wentzwiller
 Wentzwiller (en alsacià Wanzwíller) és un municipi francès, situat a la regió del Gran Est, al departament de l'Alt Rin. L'any 1999 tenia 554 habitants.

## Demografia
| 1962 | 1968 | 1975 | 1982 | 1990 | 1999 |
| ---- | ---- | ---- | ---- | ---- | ---- |
| 398  | 417  | 530  | 566  | 529  | 554  |

## Administració
| Període | Identitat       | Partit |
| ------- | --------------- | ------ |
| 2001-   | Fernand Schmitt |        |